# Chand Baori
Chand Baori is een monumentale waterput in Abhaneri, in de Indiase deelstaat Rajasthan, met opmerkelijke geometrische constructie. 

## Geschiedenis
De deelstaat Rajasthan is een droog gebied met diepgelegen grondwater. Vanaf de 8e eeuw werden meerdere getrapte waterputten gebouwd. Het grondwater werd aangevuld met regenwater middels een groot licht aflopend landbouwgebied om de waterput. De put, de lager gelegen kamers en de trappen van de Chand Baori werden in de 8e eeuw gebouwd, naar men vermoedt door de Hindoestaanse heerser Raja Chanda. Vervolgens werd in de 18e eeuw het bovenste deel omgebouwd tot paleis en werd een galerij om de put aangelegd door de Mogoolse moslimheersers.
Dit is een uitzonderlijk exemplaar. Van de 3000 getrapte waterputten in India zouden er tegenwoordig nog minder dan duizend bestaan.

## Beschrijving
De vierkante stenen put bestaat uit een 30 meter diep basin, begrensd aan drie zijden door in de helling gebouwde trappen en aan de noordzijde door een in de helling gebouwd paleis. De 3500 treden tellende trappen zijn per tweetal parallel aan de helling gebouwd, verdeeld over 13 verdiepingen. De trappen zijn maximaal 50 centimeter breed voor een hoogte van 2,5 meter. Het basin wordt op de begane grond geheel omringd door galerijen met spitsbogen. Aan de noordzijde staat een paleis met onder andere reliëfs van de goden Durga en Ganesha.

## Locatie
De Chand Baori ligt in het dorp Abhaneri, in het district Ajmer, in de Indiase staat Rajasthan. Hij is gelegen aan National Highway 11, ook wel Ajmer-Jaipur Road genoemd, ongeveer 95 kilometer ten oosten van de stad Jaipur. Ten westen van de waterput ligt een Harshat Matatempel.

## Monument
De waterput werd op 28 november 1951 aangewezen als een nationaal monument (Engels: Monument of National Importance), met het nummer N-RJ-2, door de Archeological Survey of India, een afdeling van het ministerie van cultuur. Het monument is eigendom van de Indiase overheid en is vrij toegankelijk.

## Media
Chand Baori is erg fotogeniek en onder andere gebruikt als locatie voor scènes uit de films The Fall (2006) en The Dark Knight Rises (2012).

## Galerij van afbeeldingen

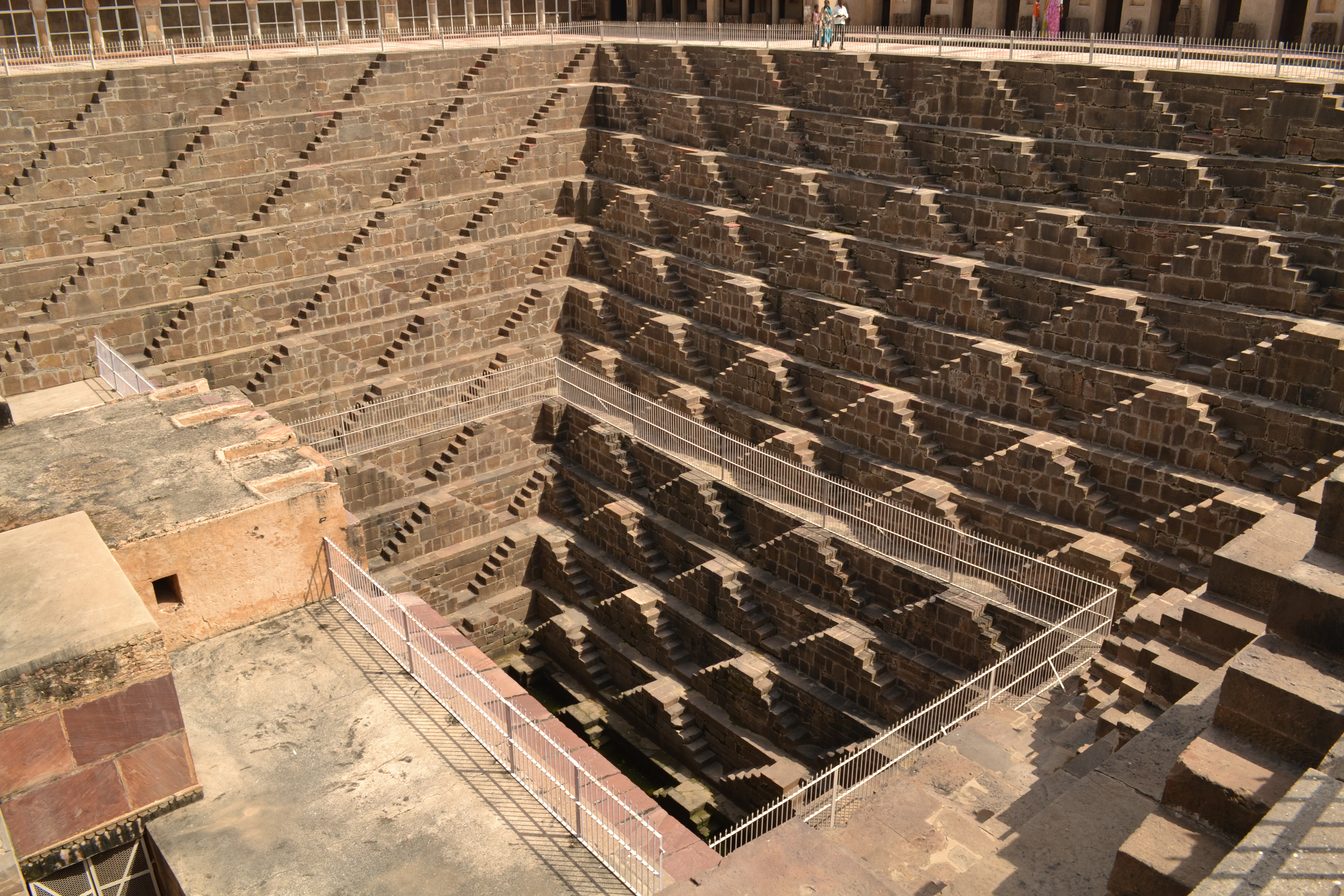
Trappen
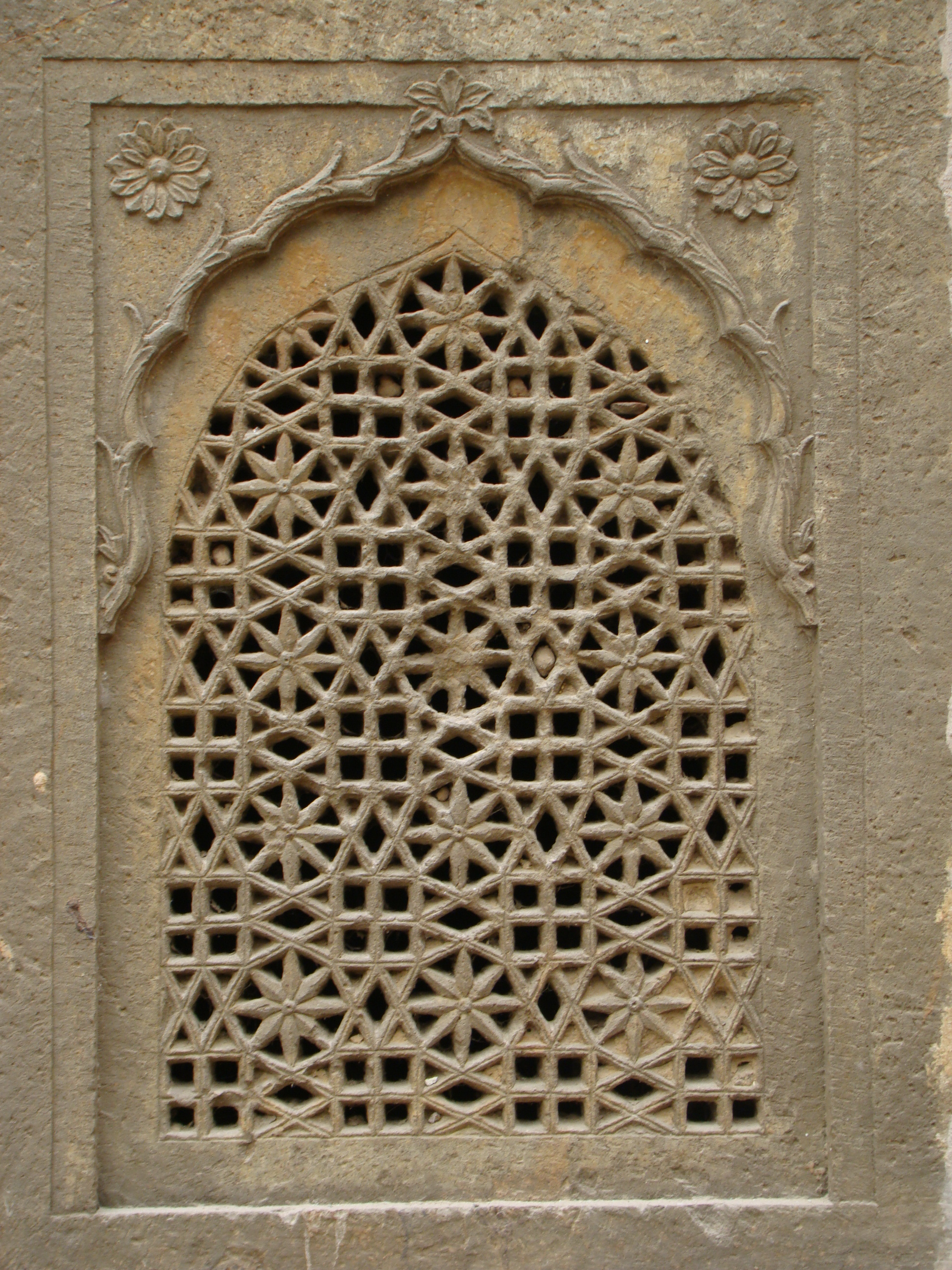
Raam
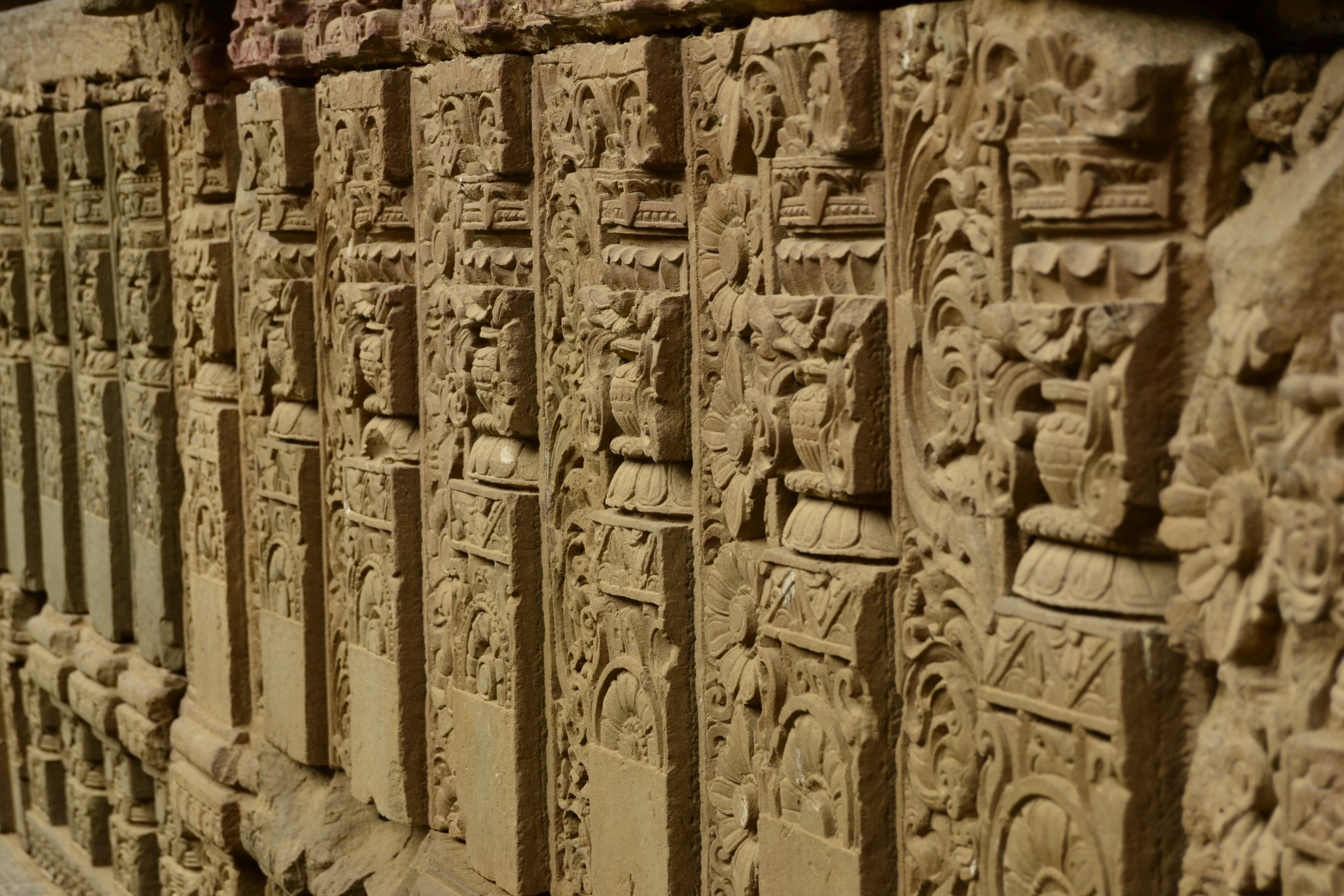
Reliëf
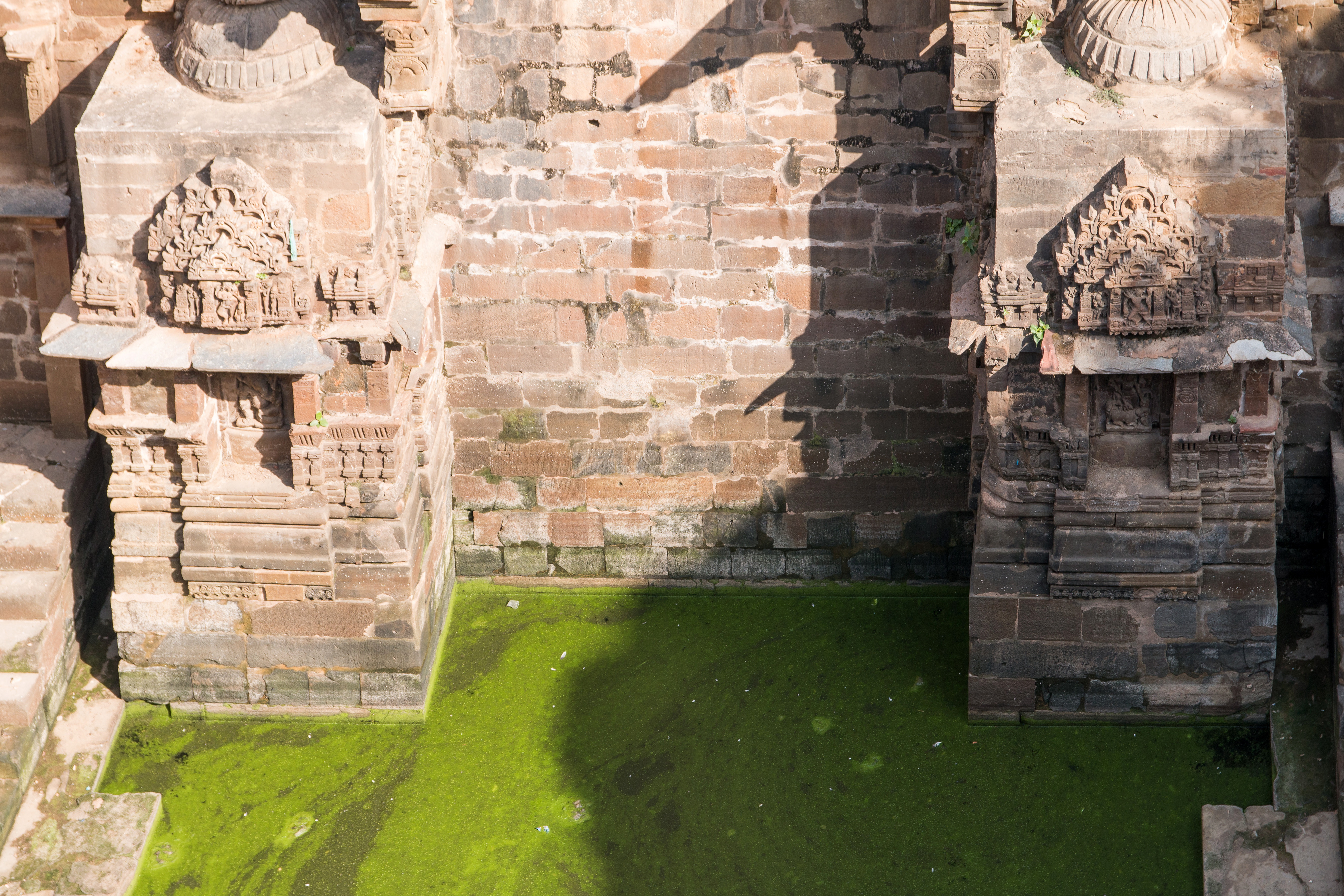
Niches met reliëfs van Durga en Ganesha
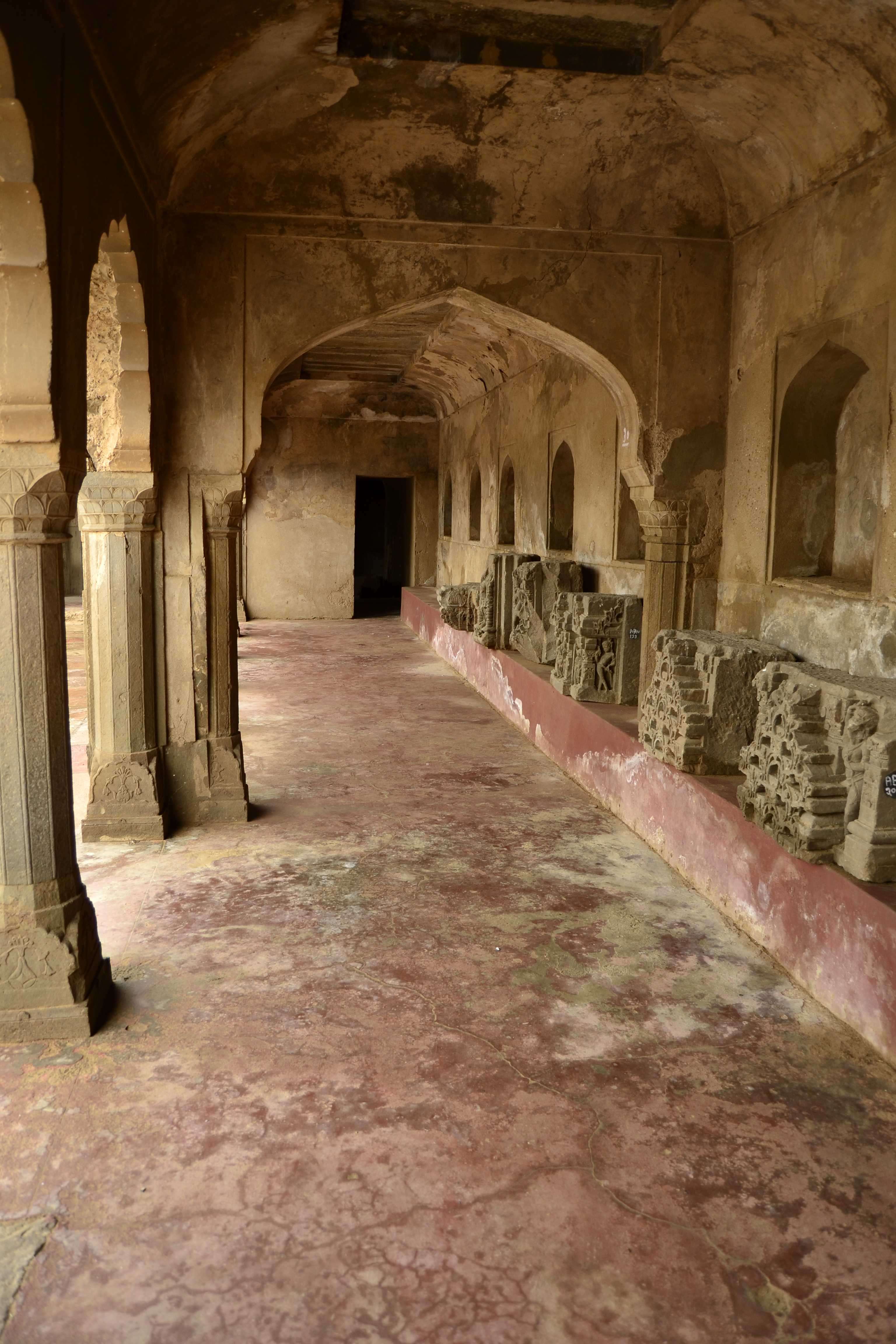
Galerij
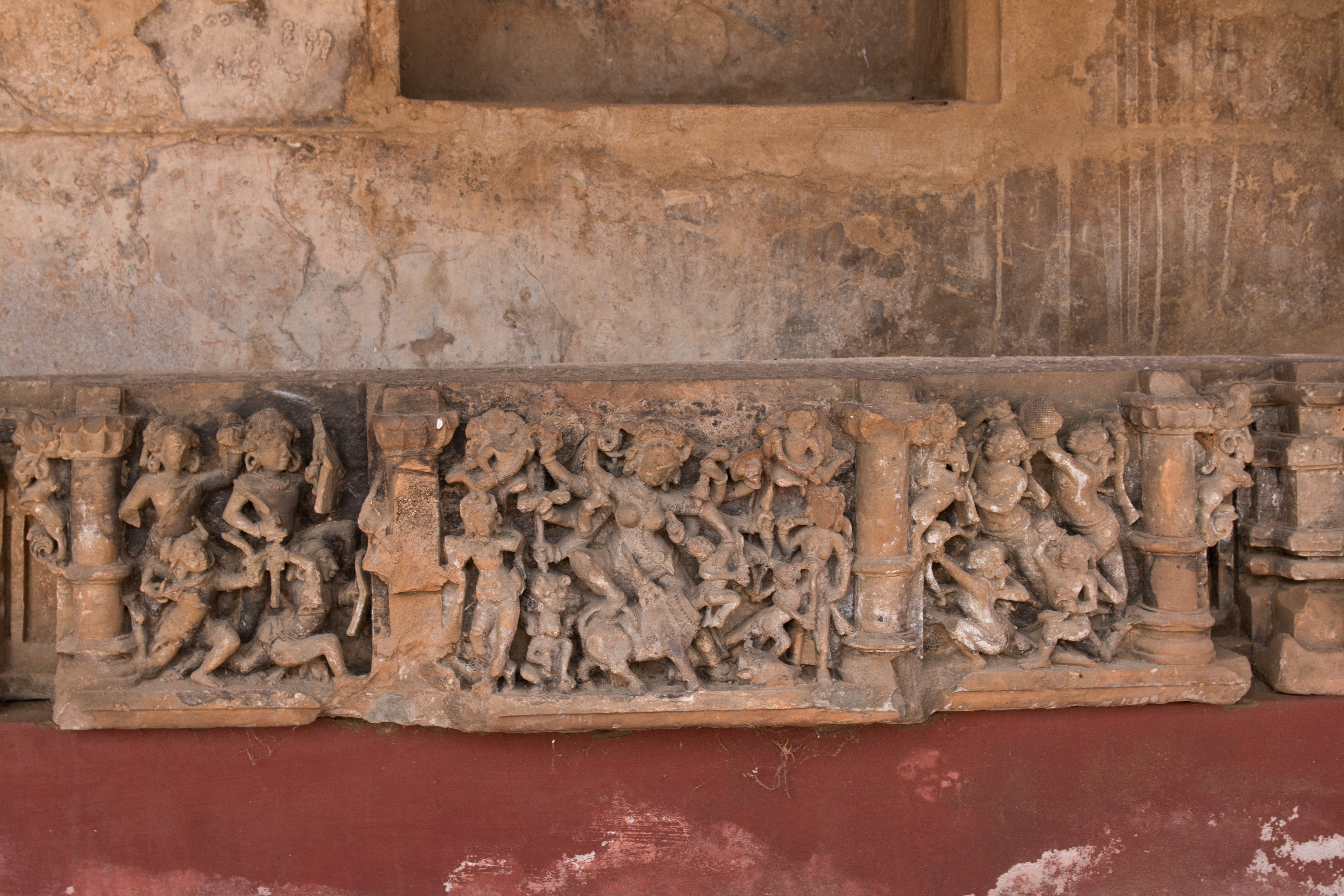
Reliëf van Durga